# Aurantiosporium marisci
Aurantiosporium marisci är en svampart som beskrevs av Vánky & C. Vánky 1999. Aurantiosporium marisci ingår i släktet Aurantiosporium och familjen Ustilentylomataceae.   Inga underarter finns listade i Catalogue of Life.